# Рина Савајама
Рина Савајама (транслит. ; Нигата, 16. август 1990) јапанско-британска је кантауторка, глумица и манекенка. Са родитељима се преселила у Лондон са пет година. Позната је по својој музичкој свестраности, те се сматра „музичким камелеоном”.

## Детињство и младост
Рођена је 16. августа 1990. године у Нигати. Тамо је живела до пете године, након чега се са родитељима преселила у Лондон где живи и данас. Како је сама изјавила, првобитни план породице је био да се врате у Јапан када она напуни десет година, али су на крају одлучили да остану у Енглеској. С обзиром да није у потпуности знала енглески језик по доласку у Лондон, трудила се да разуме своје учитеље и вршњаке. Касније се повезала са другима кроз поп музику. Са шеснаест година почела је да поставља музичке обраде на Myspace, а током шестог разреда формирала је хип хоп групу под називом Lazy Lion.
Похађала је Колеџ Магдалена Универзитета у Кембриџу где је студирала политику, психологију и социологију. Дипломирала је политикологију.

## Приватни живот
У августу 2018. изашла је из ормара током интервјуа за Broadly, изјавивши: „Увек сам писала песме о девојкама. Мислим да никада у својим песмама нисам помињала неког типа, и зато сам желела да причам о томе.” Изјашњава се као бисексуалка и пансексуалка.

## Дискографија
- (2020)
- (2022)